# ケネス・ウィルソン
ケネス・ゲッズ・ウィルソン（Kenneth Geddes Wilson、1936年6月8日 - 2013年6月15日）は、アメリカ合衆国の物理学者。「相転移に関連した臨界現象に関する研究」により、1982年のノーベル物理学賞を受賞した。

## 経歴
1936年にハーバード大学化学部教授のブライト・ウィルソン・ジュニアの息子としてマサチューセッツ州ウォルサムで生まれた。一回の飛び級を経験して1952年にハーバード大学に入学し、数学を専攻とするかたわら物理学も学んだ。大学卒業後は、カリフォルニア工科大学の大学院でゲル＝マンのもとで原子物理学の研究を行い、1961年にPh.D.を取得した。
ハーバード大学やCERNの研究員などを経て1963年にコーネル大学の助教授に就任し、そのまま準教授、1970年に教授となった。1988年から2008年までオハイオ州立大学に在籍した。
2013年6月15日、リンパ腫の合併症のためメーン州の老人ホームで死去した。77歳没。

## 業績
- 繰り込み群
- 格子ゲージ理論

## 受賞歴
- ハイネマン賞数理物理学部門（1973年）
- ボルツマン賞（1975年）
- ウルフ賞物理学部門（1980年）
- ノーベル物理学賞（1982年）
- フランクリン・メダル（1982年）
- ディラック・メダルニューサウスウェールズ大学（1989年）